# Simphiwe Dana
Simphiwe Dana (sinh năm 1980 tại Gcuwa) là một ca sĩ, nhạc sĩ và là nhà văn ở Nam Phi.Do sự kết hợp độc đáo giữa Jazz, Afro-soul, Rap và nhạc truyền thống, cô đã được ca ngợi là "Miriam Makeba phiên bản mới".

## Cuộc đời
Simphiwe sinh năm 1980 tại Gcuwa, Transkei, ở Đông Cape, Nam Phi.
Cha cô là một nhà thuyết giảng và khi lớn lên, cô nghe thấy âm nhạc của nhà thờ trong cả hai hình thức hợp xướng và phúc âm.

## Học vấn
Cô học tại trường tư thục Vela ở Mthatha, nơi cô nhập học vào năm 1997. cô theo học đại học với chuyên ngành thiết kế đồ họa, và cô đã hoàn thành chứng chỉ quốc gia về Công nghệ thông tin tại Wits Technikon, Johannesburg.

## Sự nghiệp
Từ năm 2002, cô hát trong các câu lạc bộ nhỏ ở Johannesburg, nơi cô bắt đầu thu hút sự chú ý.
Cô đã thực hiện một tác động lớn ở Nam Phi với việc phát hành Zandisile vào năm 2004. Album được bán rất tốt và giành được nhiều giải thưởng, trong đó có một số giải thưởng Âm nhạc Nam Phi (SAMA) vào năm 2005. Trên toàn thế giới, album đã đạt được thành công trong bảng xếp hạng Billboard và cô giành được giải thưởng AVO Session Basel.
Dana, người đã được ví với các ca sĩ như Miriam Makeba và Dorothy Masuka, với cách hát pha trộn âm nhạc truyền thống châu Phi với linh hồn đương đại. Âm nhạc của cô cũng đã nhận được sự ủng hộ từ một thế hệ người Nam Phi lớn tuổi. Một số tiết mục Dana biểu diễn là "Ndiredi", "Troubled Soldier", "Chula Ukunyathela", "Bantu Biko Street", "Zundiqondisise", "Uzobuya Nini", "Sonini Nanini" và "Naphakade". Cô cũng hát bài hát chủ đề của chương trình truyền hình Yizo Yizo.

## Giải thưởng
Năm 2005, Dana giành giải "Nghệ sĩ mới xuất sắc nhất" và Album nhạc Jazz hay nhất tại Giải thưởng Âm nhạc Nam Phi lần thứ 11 với album đầu tay Zandisile.
Hai năm sau, cô được mệnh danh là "Nghệ sĩ nữ xuất sắc nhất", với bài hát ""The One Love Movement on Bantu Biko Street", tại Giải thưởng âm nhạc Nam Phi lần thứ 13.